# Ana Rodriguez
Pour les articles homonymes, voir Rodriguez.
Ana Rodriguez (aussi Ana Rodriguez-Partearroyo), née à Tolède (Espagne), est une comédienne, metteuse en scène et traductrice belge.

## Biographie

### Formation
Ana Rodriguez entre en 2001 au Conservatoire royal de Bruxelles et obtient en 2004 un Premier prix en Art dramatique. Elle poursuit ses études en 2005 à l'Université catholique de Louvain-la-Neuve au Centre d'études théâtrales et en sort licenciée avec Grande distinction en 2009. Son mémoire porte sur le dramaturge espagnol Juan Mayorga.
Elle complète sa formation avec l'escrime théâtrale chez Jacques Capelle (2002-2003), la danse contemporaine avec Ciro Carcatella (2002-2005), le flamenco (2010-2013) avec Federico Ordonez et Sofia Yero, le chant avec Marcelle De Cooman (2005-2006) puis avec Matine Kivits, Jean-Luc Fafchamps et Pascale Vyvère (2007-2009) ainsi qu'une formation vocale de jazz avec Marie-Sophie Talbot. En 2011, elle suit la formation On camera au Susan Batson Studio, à New York. La comédienne belge Suzy Falk la prend en amitié, lui prodigue ses conseils et devient sa grand-mère de cœur.

### Vie privée
Ana Rodriguez est mariée et a une fille, née en 2015.

### Carrière

#### Comédienne
Ana Rodriguez tient son premier rôle au château du Karreveld, en 2003, dans la pièce Roméo et Juliette de Shakespeare, mise en scène par Daniel Hanssens. L'année suivante, elle crée Ô, le beau mariage d'après Molière, mise en scène d'Erico Salamone puis est Anna Freud dans La Damnation de Freud de Tobie Nathan, Isabelle Stengers et Lucien Hounkpatin, mise en scène de Christine Delmotte au théâtre de la Place des Martyrs. En 2005, elle est Miranda dans La Tempête de Shakespeare, adaptée et mise en scène par Stephen Shank.
En 2007, elle joue dans le Stabat Mater d'après Pergolèse, dans Les Fourberies de Scapin de Molière, mise en scène de Christine Delmotte au théâtre de la Place des Martyrs, dans Le Silence des mères de Pietro Pizzuti au Festival d'Avignon et au théâtre des Doms, ainsi que dans Harold et Maude de Colin Higgins, mise en scène de Claude Enuset.
Elle joue en 2009 dans À l'ombre de Karin Tabet et dans Le Tour du monde en 80 jours d'après Jules Verne, puis, en 2010, au théâtre de la Balsamine elle tient le rôle de Vésuvia dans L'Incendie de la ville de Florence d'Olivier Coyette, mise scène d'Hervé Guerrisi.
Ana Rodriguez écrit et met en scène en 2011 le spectacle chanté Ballade hispanique. Elle participe ensuite au Théâtre national de Belgique au work in progress Fear And Desire, un projet de Gaia Saitta, Julie Stanzak et Hervé Guerrisi, puis joue dans Himmelweg de Juan Mayorga (dramaturge sur lequel portait son mémoire), mise en scène de Jasmina Douieb.
En 2012, elle joue à Tour et Taxis dans Au milieu des nuages de l'Iranien Amir Reza Koohestani, mis en lecture par Céline Delbecq.
Deux ans plus tard, elle joue à Madrid dans Boomerang de Blanca Doménech, mise en scène d'Ernesto Caballero.

#### Mise en scène
Ana Rodriguez est assistante à la mise en scène de La Trilogie de Belgrade de Biljana Srbljanovic (2003, mise en scène d'Yves Claessens), de La Princesse Maleine de M. Maeterlinck (2005, mise en scène de Jasmina Douieb), du Silence des mères de Pietro Pizzuti (2006, création, mise en scène de Christine Delmotte), des Fourberies de Scapin de Molière (2007, mise en scène de Christine Delmotte).
En 2011, elle fait la dramaturgie d'Himmelweg de Juan Mayorga (mise en scène de Jasmina Douieb).
Elle met en scène en 2015 Fragments d'histoires oubliées de Céline De Bo, au Centre culturel de Lessines.

#### Actrice de cinéma
Ana Rodriguez joue dans plusieurs courts-métrages, notamment dans The Dancing d'Édith Depaule, puis tient un rôle dans le long-métrage Un petit boulot (2016) de Pascal Chaumeil, en post production.
Elle fait également du doublage, en français et en espagnol (World Express et Virgin of Juarez), ainsi que la voix off dans ces deux langues dans divers films.

#### Traduction et interprétation

##### De l'espagnol vers le français
- Famélica de Juan Mayorga , sous le titre de Les Forçats, en 2015.
- Les Libertadores d' Alan Riding (en), en 2015.
- Interprète de Juan Mayorga au colloque Qué pasa? (janvier 2009) au Rideau de Bruxelles.
- Stabat Mater d'après Pergolèse (version de Vanessa Martinez, avec Coralie Vanderlinden)

##### Du français vers l'espagnol
- L'Intruse, Intérieur et Les Aveugles de Maurice Maeterlinck, traduits pour le Centro Dramático Nacional (en), à Madrid, sous le nom de Trilogia de la ceguera (saison 2014-2015)
- Têtes-à-claques de Jean Lambert.

## Filmographie
Sauf indication contraire, les informations mentionnées dans cette section peuvent être confirmées par la base de données cinématographiques IMDb,  présente dans la section « Liens externes ».

### Cinéma

#### Longs métrages
- 2016 : Un petit boulot de Pascal Chaumeil : la première fille espagnole
- 2017 : Sage Femme de Martin Provost : la femme bébé cordon
- 2017 : L'Echange des princesses de Marc Dugain : Maria Nieves
- 2023 : Le Clan d'Éric Fraticelli : la fille d'Achille
- 2023 : Le Syndrome des amours passées d'Ann Sirot et Raphaël Balboni : Nora

#### Courts métrages
- 2014 : The Dancing d'Edith Depaule : ?
- 2018 : Iris après la nuit de Gabriel Vanderpas : Iris

### Télévision

#### Séries télévisées
- 2019 : Vernon Subutex : l'amie bolivienne (saison 1, épisode 9)
- 2020 : Parlement : Alicia León Sánchez (saison 1, épisodes 1 et 2)

## Doublage
- 2020 : Alex Rider : Laura (Katrina Vankova) (saison 1)